# خوان کارلوس گونزالس سالوادور
خوان کارلوس گونزالس سالوادور (اسپانیایی: Juan Carlos González Salvador‎؛ زادهٔ ۲۸ ژانویه ۱۹۶۴) دوچرخه‌سوار اهل اسپانیا است.